# Municipio de West Union (Nebraska)
El municipio de West Union (en inglés: West Union Township) es un municipio ubicado en el condado de Custer en el estado estadounidense de Nebraska. En el año 2010 tenía una población de 75 habitantes y una densidad poblacional de 0,69 personas por km².

## Geografía
El municipio de West Union se encuentra ubicado en las coordenadas 41°41′25″N 99°29′59″O / 41.69028, -99.49972. Según la Oficina del Censo de los Estados Unidos, el municipio tiene una superficie total de 108.05 km², de la cual 108,05 km² corresponden a tierra firme y (0 %) 0 km² es agua.

## Demografía
Según el censo de 2010, había 75 personas residiendo en el municipio de West Union. La densidad de población era de 0,69 hab./km². De los 75 habitantes, el municipio de West Union estaba compuesto por el 98,67 % blancos, el 1,33 % eran de otras razas. Del total de la población el 2,67 % eran hispanos o latinos de cualquier raza.